# سو براون (موجهة قوارب)
سو براون (بالإنجليزية: Sue Brown)‏ هي موجهة قوارب ‏ بريطانية، ولدت في 29 يونيو 1958 في هونيتون في المملكة المتحدة.

## وصلات خارجية
- سو براون على موقع الاتحاد الدولي للتجديف (الإنجليزية)
- سو براون على موقع اللجنة الأولمبية الدولية (الإنجليزية)
- سو براون على موقع أوليمبيديا (الإنجليزية)
- سو براون على موقع اللجنة الأولمبية البريطانية (الإنجليزية)